# Jean-Baptiste Abbeloos
Jean-Baptiste Abbeloos (Gooik, 15 gennaio 1836 – Lovanio, 25 febbraio 1906) è stato un orientalista belga.
Fu professore di esegesi a Malines e rettore a Lovanio tra il 1886 e il 1898.

## Opere
- Chronicon ecclesiasticum di Gregorius Bar-Hebraeus in tre volumi (1872-1877).